# Lomaridium
Lomaridium, rod paprati iz porodice rebračevki (Blechnaceae) kojemu pripada 16 vrste iz neotropa, tropske Istočne Afrike, Madagaskara i Australazije (1 vrsta). Opisan je 1851.

## Vrste
1. Lomaridium acutum (Desv.) Gasper & V. A. O. Dittrich
2. Lomaridium angustifolium (Kunth) Vicent & Gabriel
3. Lomaridium attenuatum (Sw.) Gasper & V. A. O. Dittrich
4. Lomaridium biforme (Baker) Gasper & V. A. O. Dittrich
5. Lomaridium binervatum (Poir.) Gasper & V. A. O. Dittrich
6. Lomaridium bonapartei (Rakotondr.) Gasper & V. A. O. Dittrich
7. Lomaridium contiguum (Mett.) Gasper & V. A. O. Dittrich
8. Lomaridium dendrophilum (Sodiro) Gasper & V. A. O. Dittrich
9. Lomaridium ensiforme (Liebm.) Gasper & V. A. O. Dittrich
10. Lomaridium fragile (Liebm.) Gasper & V. A. O. Dittrich
11. Lomaridium fuscosquamosum (A. Rojas) Gasper & V. A. O. Dittrich
12. Lomaridium nigrocostatum (A. Rojas) Gasper & V. A. O. Dittrich
13. Lomaridium pteropus (Kunze) Gasper & V. A. O. Dittrich
14. Lomaridium schottii (Colla) Gasper & V. A. O. Dittrich
15. Lomaridium simillimum (Baker) Gasper & V. A. O. Dittrich
16. Lomaridium xiphophyllum (Baker) Gasper & V. A. O. Dittrich